# Pasir Gudang
Pasir Gudang ist eine Stadt in Malaysia an der Südspitze der malaiischen Halbinsel, unmittelbar der Insel Singapur gegenüberliegend. 
Die Stadt gehört zur Verwaltungseinheit Johor Bahru im Bundesstaat Johor und hat 161.000 Einwohner.
In Pasir Gudang wird seit 1995 jährlich ein Drachenfestival durchgeführt, das zu den größten Asiens gehört. 1998 fand hier die Motorrad-Weltmeisterschaft auf der Rennstrecke Johor Circuit statt.
Ein acht Quadratkilometer großer Golfplatz heißt „Tanjung Puteri Golf Resort“.